# Cabinet du président de la République tunisienne
Le cabinet du président de la République tunisienne est constitué de l'équipe de conseillers au service du président de la République tunisienne pour assister ce dernier dans ses prises de décisions quotidiennes.

## Membres
Le cabinet du président Kaïs Saïed, est composé des membres suivants :
- Ministre-conseiller : Mustapha Ferjani (depuis le 25 août 2022)[2] ;
- Premier conseiller à la Sécurité nationale : Abderraouf Atallah[3] (depuis le 2 avril 2020) ;
- Premier conseiller chargé des Affaires sociales : Maher Ben Rayana[4] (depuis le 1er décembre 2019) ;
- Premier conseiller chargé du Service protocolaire : Naoufel Hdia (depuis le 6 février 2020) ;
- Premier conseiller chargé des Services communs : Mourad Halloumi ;
- Premier conseiller, directeur général de la sûreté du chef de l'État et des personnalités officielles : Khaled Yahyaoui ;
- Premier conseiller chargé des Relations avec les instances constitutionnelles et la société civile : Moez Ouertani ;
- Conseiller auprès de l'Arrondissement de la sécurité nationale : Ridha Gharsallaoui[5] ;
- Conseillère chargée de la Coopération diplomatique : Sarra Maaouia[6] (depuis le 2 avril 2020) ;
- Conseiller chargé des Affaires économiques : Hassan Bedhief[7] (depuis le 1er août 2020) ;
- Conseillère chargée du Suivi médiatique : Rim Kacem ;
- Conseiller chargé du Suivi des dossiers de coopération avec les pays arabes, islamiques et africains : Abdelkarim Hermi ;
- Conseiller chargé des Affaires juridiques : Boubaker Amaidi[8] (depuis le 12 février 2024) ;
- Attaché à la Communication digitale : Ihsen Sbabti[9] (depuis le 27 mai 2020) ;
- Attaché : Karim Chtioui ;
- Attaché : Chokri Ben Ghazil ;
- Attaché : Omar Amine Abdallah ;
- Attaché : Ismaël Bdioui ;
- Attaché : Walid Hajjem (depuis le 5 août 2021[10]) ;
- Attaché : Mustapha Aoun Nabli (5 août[10]-29 septembre 2021) ;
- Attachée : Souad Trabelsi ;
- Attaché : Maher Ghedira ;
- Attaché : Houssem Mzoughi[11] (depuis le 23 avril 2021) ;
- Attaché : Amir Arfaoui[11] (depuis le 23 avril 2021) ;
- Attaché : Mounir Badri[8] (depuis le 12 février 2024).

Tarek Bettaïeb est chef du cabinet du 30 octobre 2019 à son remplacement le 28 janvier 2020 par Nadia Akacha ; celle-ci est précédemment conseillère juridique du 30 octobre 2019 à son remplacement le 2 février 2020 par Hichem Mechichi qui devient lui-même ministre de l'Intérieur le 27 février.
Abderraouf Betbaïeb est ministre-conseiller du 30 octobre 2019 à sa démission le 4 février 2020.
Tarek Hannachi est chef du protocole du 30 octobre 2019 à son remplacement le 6 février 2020 par Naoufel Hdia.
Mohamed Salah Hamdi est conseiller à la Sécurité nationale du 30 octobre 2019 à sa démission en mars 2020, ; il est remplacé par Abderraouf Atallah le 2 avril 2020.
Othman Jerandi est premier conseiller chargé des Affaires diplomatiques, du 8 avril 2020 au 2 septembre 2020, date de sa nomination en tant que ministre des Affaires étrangères, de l'Immigration et des Tunisiens à l'étranger.
Rachida Ennaifer est chargée de communication du 30 octobre 2019 jusqu'à sa démission le 23 octobre 2020.
Nadia Akacha est ministre-conseillère, directrice du cabinet présidentiel du 28 janvier 2020 au 24 janvier 2022 date de sa démission.

## Historique

### Présidence Ben Ali
Sous la présidence de Zine el-Abidine Ben Ali, le cabinet est constitué des départements spécialisés suivants :
- direction du cabinet présidentiel ;
- département économique ;
- département de l'information (porte-parole officiel de la présidence) ;
- département des affaires sociales ;
- département juridique ;
- département des droits de l'homme ;
- département diplomatique ;
- département de l'éducation et de la formation ;
- département politique ;
- département de la culture et de la jeunesse ;
- service du protocole ;
- services du bureau d'ordre, de l'informatique et de la documentation ;
- services communs.

### Présidence Marzouki
Le cabinet du président Moncef Marzouki est nommé le 1er janvier 2012 et connaît une évolution durant les deux ans qui suivent :
- Chef de cabinet : Imed Daïmi (1er janvier 2012-30 avril 2013), Adnen Manser (1er mai 2013-31 octobre 2014) puis Sami Ben Amara (1er novembre-31 décembre 2014)[25] ;
- Conseiller : Mondher Rezgui (1er janvier-31 janvier 2012) ;
- Conseiller chargé des Affaires politiques : Aziz Krichen (1er janvier 2012-2 mai 2014[26]) ;
- Conseiller chargé des Affaires étrangères : Abdallah Kahlaoui (1er janvier-16 avril 2012) ;
- Conseiller : Samir Ben Amor (1er janvier 2012-?) ;
- Conseillers chargés des Affaires économiques : Chawki Abid (1er janvier-5 juin 2012[27]), Anis Jaziri (1er janvier 2012-1er octobre 2014[28]) et Mokhtar Chamekh (1er janvier 2012-1er octobre 2014[28]) ;
- Conseiller chargé de l'Information : Ayoub Messaôudi (1er janvier-29 juin 2012) ;
- Conseiller chargé de l'Informatique et de l'Organisation : Lamjed Qdhami (1er janvier 2012-1er octobre 2014[28]) ;
- Conseillère chargée de l'Organisation de l'activité présidentielle : Maha Ben Gadha (1er janvier 2012-31 décembre 2014) ;
- Chargée du Suivi des événements politiques : Myriam Chakroun (1er janvier-23 juin 2012) ;
- Chargée des Dossiers sociaux : Sana Gheni (1er janvier 2012-?) ;
- Chargé des Affaires asiatiques au département des Affaires étrangères : Béchir Nefzi (1er janvier 2012-?) ;
- Chargé des Activités culturelles : Wissem Tlili (1er janvier 2012-?) ;
- Conseiller chargé du Suivi des organismes sous tutelle de la présidence : Sami Ben Amara (1er janvier 2012-?) ;
- Conseiller et envoyé spécial du président de la République : Khaled Ben Mbarek (1er mars 2012[29]-1er octobre 2013[30]) ;
- Conseillère chargée du Dossier des martyrs et des blessés de la révolution : Iqbal Msaddaâ[31] ;
- Conseiller chargé du Protocole : Mondher Mami (1er avril 2012[32]-?) ;
- Conseiller chargé des Dossiers sociaux : Lotfi Kaâbi (17 mai 2012[33]-?) ;
- Conseiller chargé des Affaires militaires : Brahim Ouechtati (20 septembre 2012[32]-?) ;
- Conseiller chargé des Affaires diplomatiques : Hédi Ben Abbès (15 mars[34]-20 août 2013[35]) ;
- Conseiller chargé des Affaires sécuritaires : Sami Sik Salem (28 septembre 2013[36]-?) ;
- Conseiller chargé de la Direction générale de la sûreté du chef de l'État et des personnalités officielles : Taoufik Gasmi (28 septembre 2013[36]-31 décembre 2014) ;
- Conseiller chargé de la Communication : Mohamed Hnid (1er novembre 2013[37]-?).

### Présidence Caïd Essebsi
Le cabinet du président Béji Caïd Essebsi est nommé le 1er janvier 2015 et connaît une évolution durant les quatre ans qui suivent :
- Directeur du cabinet présidentiel : Ridha Belhaj (1er janvier 2015-1er février 2016[39]) puis Selim Azzabi (1er février 2016-13 octobre 2018) puis Selma Elloumi (13 octobre 2018[40]-15 mai 2019) puis Nabil Ajroud (12 juin 2019[41]-30 octobre 2019) ;
- Conseiller politique : Mohsen Marzouk (1er janvier-1er juillet 2015[42]) ;
- Conseiller chargé de la Communication et porte-parole de la présidence : Moez Sinaoui (1er janvier 2015-1er novembre 2016) ;
- Conseiller chargé de la Diplomatie : Khemaies Jhinaoui (1er janvier 2015-12 janvier 2016) ;
- Conseiller chargé du Suivi des affaires politiques : Fayçal Hafiane (6 janvier 2015[43]-27 août 2016) ;
- Conseiller chargé des Affaires juridiques : Raoudha Mechichi (1er janvier 2015-12 avril 2016[44]) puis Kheireddine Ben Soltane (12 avril[45]-1er mai 2016) puis Nabil Ajroud (1er mai 2016[46]-12 juin 2019) ;
- Conseiller chargé de la Coordination des services administratifs et juridiques : Selim Azzabi (1er janvier 2015-1er février 2016) ;
- Conseiller chargé du Suivi des activités présidentielles : Rafâa Ben Achour (1er janvier-1er avril 2015[47]) ;
- Attachée chargée de la Coordination avec les médias : Aïda Klibi (10 février 2015[48]-?) ;
- Conseiller chargé du Système d'information et de la Documentation[49] : Firas Guefrech (25 février 2015-7 novembre 2016) ;
- Conseillère chargée de la Relation avec la société civile et les dossiers sociaux : Saïda Garrach (25 février 2015[50]-21 juillet 2017) ;
- Conseiller chargé du Suivi des réformes économiques : Ridha Chalghoum (17 février 2016[51]-22 juin 2017) ;
- Conseiller chargé des Relations avec l'ARP et les partis politiques : Noureddine Ben Ticha (5 avril 2016[52]-1er novembre 2019) ;
- Conseiller spécial chargé des Affaires politiques : Habib Essid (6 août 2016[53]-1er novembre 2019) ;
- Conseiller chargé des Affaires politiques : Slim Chaker (20 septembre 2016[54]-12 septembre 2017) ;
- Conseiller et porte-parole de la présidence : Ridha Bouguezzi (1er novembre 2016[55]-21 juillet 2017) puis Saïda Garrach (21 juillet 2017[56]-1er novembre 2019) ;
- Conseiller chargé de l'Information et de la Communication : Firas Guefrech (7 novembre 2016[55]-30 octobre 2019) ;
- Conseiller : Raouf Mradaa (7 novembre 2016[55]-?) ;
- Attaché chargé du Suivi des dossiers diplomatiques relatifs aux pays arabes, islamiques et africains : Abdelkarim Hermi (7 novembre 2016[55]-?) ;
- Conseiller chargé de la Sécurité nationale : Kamel Akrout (5 octobre 2017[57]-1er novembre 2019) ;
- Conseiller chargé des Relations avec les instances et conseils supérieurs : Jalel Zouaoui (5 octobre 2017[57]-?) ;
- Conseiller chargé de la Communication numérique et des Relations publiques : Seifeddine Chaalali (9 novembre 2018[58]-?) ;
- Attaché chargé du Suivi numérique et de la Planification de la communication : Moez Hrizi (9 novembre 2018[58]-?) ;
- Conseiller chargé des Affaires économiques : Nabil Bziouech (26 novembre 2018[59]-?).